# Gmina Grand Meadow (hrabstwo Clayton)

Położenie Gminy Grand Meadow w hrabstwie Clayton

Gmina Grand Meadow (ang. Grand Meadow Township) – gmina w USA, w stanie Iowa, w hrabstwie Clayton. Według danych z 2000 roku gmina miała 557 mieszkańców, a jej powierzchnia wynosi 93,57 km².